# Zebrasoma gemmatum
Zebrasoma gemmatum és una espècie de peix pertanyent a la família dels acantúrids.

## Descripció
- Pot arribar a fer 22 cm de llargària màxima.
- 4 espines i 27-28 radis tous a l'aleta dorsal i 3 espines i 24-25 radis tous a l'anal.[3]

## Hàbitat
És un peix marí, associat als esculls i de clima subtropical (24 °C-28 °C) que viu entre 10 i 61 m de fondària.

## Distribució geogràfica
Es troba a l'Índic occidental: Moçambic, Sud-àfrica, Madagascar, Reunió i Maurici.

## Costums
És molt territorial i solitari.

## Observacions
És inofensiu per als humans.